# 巴基斯坦總督
巴基斯坦總督是巴基斯坦君主在根據《1947年印度獨立法令》實行印巴分治而建立的巴基斯坦自治領的代表。總督一職在1956年巴基斯坦成為伊斯兰共和国後被廢除。

## 憲法地位

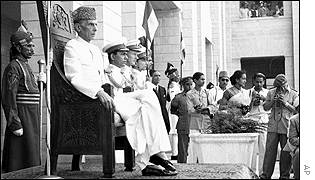
穆罕默德·阿里·真納坐在巴基斯坦王座上，代表君主履行公務

巴基斯坦曾為英聯邦王國之一，與其他英聯邦王國共有一個國家元首。巴基斯坦君主在自治领中由巴基斯坦总督代表，总督由君主根据巴基斯坦政府的建议任命。
巴基斯坦君主與巴基斯坦聯邦立法機關共同組成巴基斯坦國會。巴基斯坦的所有行政权力均属於君主。巴基斯坦的所有法律都需经过君主（由总督代表）御准才能颁布。总督负责召集聯邦立法機關、使聯邦立法機關休會與解散聯邦立法機關。总督有权选择與任命內閣成員，並自行解除內閣成員的職務。巴基斯坦所有內閣部长的任期均由总督决定。除此以外，巴基斯坦总督也具備免於在巴基斯坦的任何法院被提起訴訟的權利。
《外交家》雜誌的阿基莱什·皮拉拉马里（Akhilesh Pillalamarri）稱在伊丽莎白二世作為巴基斯坦女王在位期間，“她的总督是巴基斯坦有实无名的总统。”

## 就職宣誓
巴基斯坦总督在就职前必须宣誓效忠《巴基斯坦憲法》與巴基斯坦君主。首任总督穆罕默德·阿里·真纳的誓詞如下：
「本人，穆罕默德·阿里·真纳，謹此確認：本人奉委為巴基斯坦總督，依法竭誠向《巴基斯坦憲法》效忠，並將忠於國王佐治六世陛下。」


## 列表
下表中，斜體表示代理巴基斯坦總督的任期。
| 任次 | 頭像                       | 姓名 （生年–卒年）                       | 任期           | 任期           | 任期       | 君主 （在位時間）      | 參考資料 |
| 任次 | 頭像                       | 姓名 （生年–卒年）                       | 就任           | 離任           | 長度       | 君主 （在位時間）      | 參考資料 |
| ---- | -------------------------- | ---------------------------------------- | -------------- | -------------- | ---------- | ---------------------- | -------- |
| 1    |                            | 穆罕默德·阿里·真納 （1876–1948）         | 1947年8月14日  | 1948年9月11日  | 1年又29日  | 乔治六世 （1947–1952） | [ 1 ]    |
| 2    |                            | 赫瓦贾·纳齐姆丁爵士 （1894–1964）        | 1948年9月14日  | 1948年11月11日 | 59日       | 乔治六世 （1947–1952） | [ 1 ]    |
| 2    | 1948年11月12日             | 赫瓦贾·纳齐姆丁爵士 （1894–1964）        | 1951年10月18日 | 2年又341日     |            | 乔治六世 （1947–1952） | [ 1 ]    |
| 3    |                            | 马利克·吴拉姆·穆罕默德爵士 （1895–1956） | 1951年10月19日 | 1955年8月6日   | 3年又292日 | 乔治六世 （1947–1952） | [ 1 ]    |
| 3    | 伊丽莎白二世 （1952–1956） | 马利克·吴拉姆·穆罕默德爵士 （1895–1956） | 1951年10月19日 | 1955年8月6日   | 3年又292日 |                        | [ 1 ]    |
| 4    |                            | 伊斯坎德爾·阿里·米爾扎 （1899–1969）     | 1955年8月7日   | 1955年10月5日  | 60日       |                        | [ 1 ]    |
| 4    | 1955年10月6日              | 伊斯坎德爾·阿里·米爾扎 （1899–1969）     | 1956年3月22日  | 169日          |            |                        | [ 1 ]    |

## 總督旗

1947年至1953年間的總督旗
1953年至1956年間的總督旗